# Fredrik Hammar
Pour les articles homonymes, voir Hammar.
Fredrik Hammar, né le 26 février 2001 en Suède, est un footballeur suédois qui joue au poste de milieu central au KV Malines.

## Biographie

### En club
Né en Suède, Fredrik Hammar est formé par l'IF Brommapojkarna. Il joue son premier match en professionnel avec ce club, lors d'une rencontre de championnat face à l'Åtvidabergs FF, le 23 septembre 2017. Il entre en jeu à la place de Jacob Ortmark lors de cette rencontre remportée par son équipe sur le score de trois buts à un.
Le 11 août 2018, Fredrik Hammar rejoint l'Akropolis IF. Le joueur de 17 ans signe un contrat courant jusqu'en décembre 2019.
Le 29 janvier 2019, il prend la direction de l'Angleterre pour signer un contrat de dix-huit mois avec le Brentford FC, où il doit dans un premier temps intégrer l'équipe réserve du club.
Hammar fait son retour à l'Akropolis IF en janvier 2021, estimant avoir davantage de jeu qu'à Brentford où il y devait faire face à une forte concurrence.
Le 29 janvier 2022, Fredrik Hammar s'engage en faveur de l'Hammarby IF. Il est rapidement prêté au Hammarby Talang FF (en), l'équipe affiliée au Hammarby IF, afin qu'il puisse avoir du temps de jeu et progresser.
Le 7 janvier 2025, Fredrik Hammar quitte la Suède pour la Belgique en signant en faveur du KV Malines pour un contrat courant jusqu'en juin 2028,.

### En sélection
Fredrik Hammar commence par représenter l'équipe de Suède des moins de 16 ans, jouant au total neuf matchs avec cette sélection entre 2016 et 2017, et marquant un but.
Par la suite, avec les moins de 17 ans, il participe au championnat d'Europe des moins de 17 ans en 2018. Lors de cette compétition organisée en Angleterre, il joue quatre matchs. Il s'illustre en inscrivant deux buts en phase de poule, contre la Slovénie et la Norvège. La Suède s'incline en quart de finale contre l'Italie.